# Adolfo Moreno y Pozo
Adolfo Moreno y Pozo (Madrid, 1848 - Madrid, 27 de abril de 1897) fue médico, profesor universitario y académico. Murió asesinado en Madrid por un revolucionario anarquista el 27 de abril de 1897.

## Biografía
Licenciado en Medicina y Cirugía por la Universidad Central de Madrid en 1864, realizó su doctorado diez años después por la misma universidad. Trabajó pronto como disector en la Facultad de Medicina de Madrid y en 1868 pasó a un puesto de Ayudante de Clases Prácticas. En 1877 fue nombrado Profesor Clínico y director del Departamento de Hidroterapia del Hospital.
Testificó como perito en el juicio contra Cayetano Galeote, sacerdote que asesinó al obispo de Madrid, Narciso Martínez Izquierdo, en abril de 1886.
Catedrático supernumerario desde 1886, durante doce años desempeñó la enseñanza en muy diferentes disciplinas ( Anatomía, Fisiología, Patología Quirúrgica o Higiene ). Secretario y también Decano, con carácter transitorio, de la Facultad de Medicina, fue miembro de la Sociedad Económica Matritense, de la Junta de Sanidad del Distrito del Congreso y de la Real Academia de Medicina desde 1892.
El 29 de abril de 1897 fue asesinado de dos disparos realizados a corta distancia por un anarquista exaltado cuando iba por la calle de Fúcar en dirección al Hospital de San Carlos de Madrid. Apenas contaba con 50 años. Fue inhumado en la Sacramental de San Lorenzo. Un mes después de su muerte, su viuda donó sus libros a la Facultad de Medicina.

## Obras
- «Tratado de Patología Quirúrgica General»

## Distinciones
- Comendador de la Orden de Carlos III y de la Americana de Isabel la Católica,